# Walter Demel (Skilangläufer)

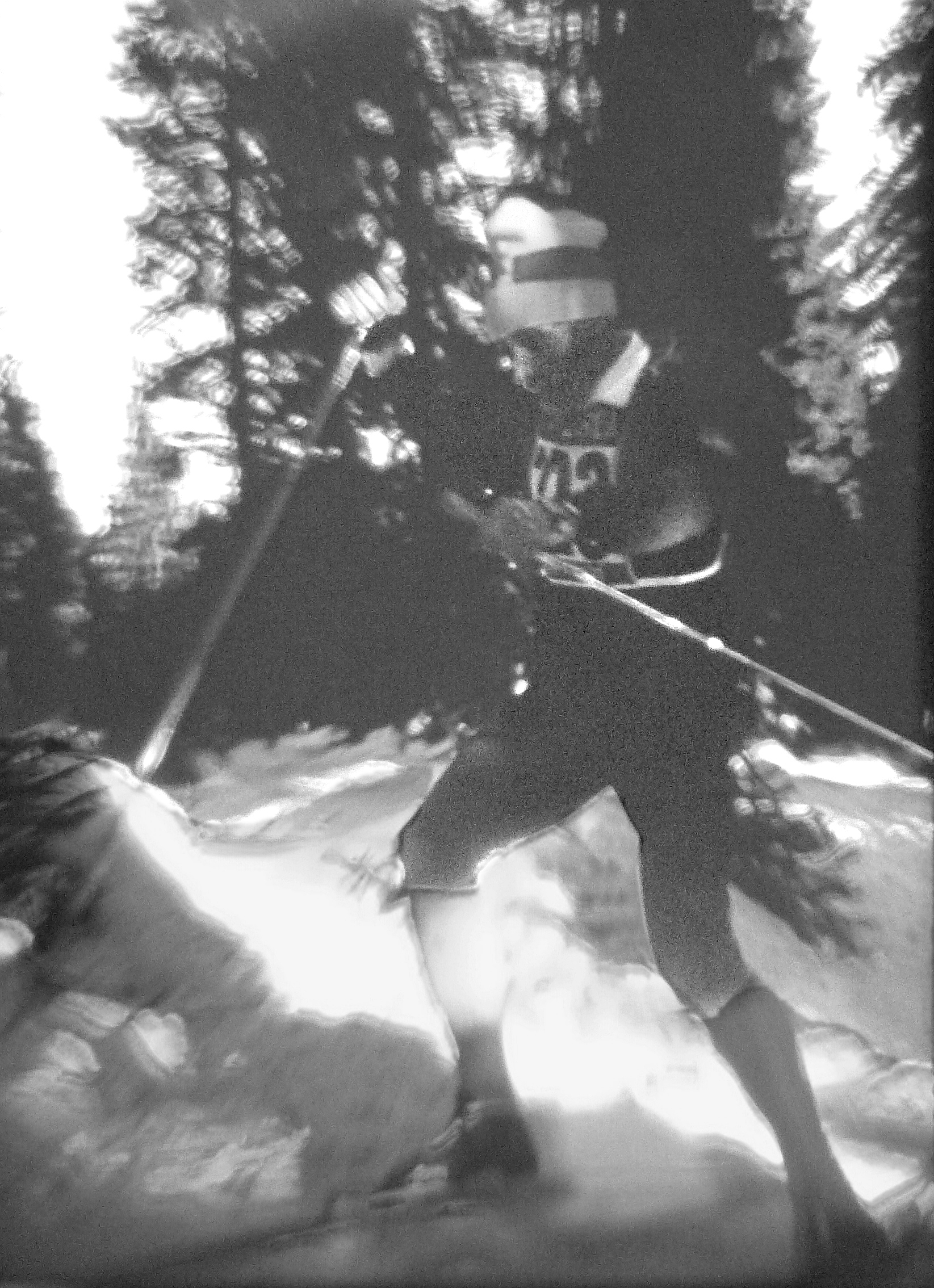
Walter Demel in einem Rennen am Bretterschachten, Bayerischer Wald

Walter Demel (* 1. Dezember 1935 in Bayreuth, Oberfranken; † 19. April 2023 in Bayreuth) war ein deutscher Skilangläufer.

## Leben
Der gelernte Dachdecker ging mit 18 Jahren zum Bundesgrenzschutz nach Deggendorf. Dort wurde er mit 22 Jahren für den Skilanglauf entdeckt. Demel, der seit 1960 Mitglied des SC Zwiesel ist, hat von 1957 bis 1987 Leistungssport betrieben, davon in der Zeit von 1961 bis 1976 in der Nationalmannschaft des Deutschen Skiverbandes. Bei der Eröffnungsfeier der Olympischen Winterspiele 1972 in Sapporo war er Fahnenträger der bundesdeutschen Mannschaft.
Von 1978 bis 1985 war Walter Demel Langlauftrainer beim Bayerischen Skiverband und von 1982 bis 1987 Fachwart Langlauf. Der Polizeihauptmeister im BGS a. D. lebte in Bayreuth. Sein größter Erfolg war der Gewinn der Bronzemedaille über 30 km bei der Nordischen Skiweltmeisterschaft 1966 im norwegischen Oslo.
Demel war Mitglied der SPD und von 1966 bis 2008 Stadtrat in seiner Heimatstadt Bayreuth.
Walter Demel war verheiratet, Vater zweier Kinder und dreifacher Großvater. Er wohnte im Bayreuther Stadtteil Seulbitz.

## Sportliche Erfolge
- 40-mal Deutscher Meister, davon 26 Einzeltitel
- 17-mal Bayerischer Meister, davon 13 Einzeltitel
- 4-mal Teilnahme an Nordischen Skiweltmeisterschaften:

1962 22. Platz über 30 km
1966 3. Platz über 30 km und 9. Platz über 15 km
1970 6. Platz über 50 km, 7. Platz über 15 km und 19. Platz über 30 km
1974 18. Platz über 15 km und 20. Platz über 30 km
- 4-mal Teilnahme bei Olympischen Winterspielen:

1964 10. Platz über 30 km, 22. Platz über 15 km und 7. Platz mit der Staffel
1968 9. Platz über 30 und 50 km, 12. Platz über 15 km und 8. Platz mit der Staffel
1972 5. Platz über 30 und 50 km, 7. Platz über 15 km und 7. Platz mit der Staffel
1976 25. Platz über 50 km
- Siege bei verschiedenen internationalen Skiwettkämpfen in der Schweiz, in Slowenien, USA, Kanada, Finnland, Italien und Russland

## Auszeichnungen
- 1964 Verleihung des Silbernen Lorbeerblattes
- 1972 Ehrenmitglied im Bayerischen Skiverband
- 1972 Goldener Ehrenring der Stadt Bayreuth
- 1972 Ehrenbrief der Stadt Zwiesel
- 1982 Ehrenmitglied des SC Zwiesel
- 1997 Georg von Opel-Preis „Die stillen Sieger der Adam Opel AG“
- 7-mal Goldener Ski des Deutschen Skiverbandes
- 7-mal Silberner Ski des Bayerischen Skiverbandes